# Indien i olympiska sommarspelen 1920
Indien deltog med fem deltagare vid de olympiska sommarspelen 1920 i Antwerpen. Ingen av landets deltagare erövrade någon medalj.